# Фрідріх Кройцвальд
Фрі́дріх Ра́йнгольд Кро́йцвальд (ест. Friedrich Reinhold Kreutzwald; 26 грудня 1803 — 25 серпня 1882) — естонський поет, письменник, фольклорист, просвітитель, лікар та громадський діяч. Основоположник естонської національної літератури.

## Біографія
Батьки Фрідріха були кріпаками в маєтку Їепере, Вірумаа (тепер волость Кадріна, Ляяне-Вірумаа). Батько Фрідріха Юхан Кройцвальд (1766—1832) був шевцем, а потім комірником. Мати Анна (1770—1846) працювала покоївкою. 1815 року, за рік до скасування кріпосницького права в Естонії, батькові вдалося отримати вільну. Цього ж року Кройцвальд почав учитися у Везенбердзі, але незабаром був змушений покинути навчання через брак коштів. Пізніше продовжив учитися в Ревелі (нині Таллінн), склав іспити на звання вчителя і там же працював у початковій школі. 1833 року Кройцвальд закінчив медичний факультет Імператорського університету Тарту. 1833—1877 рр. працював муніципальним лікарем у Виру. Фрідріх Кройцвальд був членом багатьох наукових товариств Європи та отримав почесні докторські ступені від ряду університетів.

## Літературна діяльність
З 1840 року публікував свої праці естонською мовою. Ще будучи студентом, Кройцвальд збирав і записував народні перекази й пісні, а в 1840-х з'явився цілий ряд його статей про естонські старожитності, міфологію, народні перекази, казки й пісні. Крім того, він склав національний епос Калевіпоеґ (Син Калева), матеріал до якого спочатку збирав його друг Фрідріх Роберт Фельман.
Кройцвальд вважається автором першої оригінальної естонської книжки. Він був одним з лідерів національного пробудження, а також зразком і покровителем молодої естонськомовної інтелігенції.

## Особисте життя
18 серпня 1833 Фрідріх Кройцвальд одружився з Марі Елізабет Сядлер (1805—1888). Весілля відбулося в Віру-Нігула. Подружжя мало двох дочок і сина. Старша дочка, Адельгайд Анетт Блюмберґ (1834—1895), дружина вчителя і громадського діяча Густава Блюмберґа (1834—1892), в них була дочка на ім'я Еліс, єдина онука Фрідріха Кройцвальда (1867 р.н.). Молодша дочка, Марі Оттілі (1836—1851), померла у віці 15 років. Син Фрідріх Алексіс Кройцвальд (1845—1910) був начальником станції Кадріна.

## Твори
- «Wina-katk» («Viinakatk») (1840)
- «Sippelgas» («Sipelgas») I—II (1843—1861)
- «Narrilased. Reinuvader Rebane. Lühikene õpetus loodud asjust» (1847)
- «Ma-ilm ja mõnda, mis seal sees leida on» (I—II vihk) (1848)
- «Reinuvader Rebane» II osa (1848)
- «Ma-ilm ja mõnda, mis seal sees leida on» (III—V) (1849)
- «Risti-sõitjad» (1851)
- «Lenora. Üks kuulus muistne laulujutt» (1851)
- «Kalevipoeg» (1857—1861)
- «Kilplaste imevärklikud […] jutud ja teud» (1857)
- «Eesti-rahwa Ennemuistsed jutud ja Wanad laulud» I:1860, II: 1864
- «Angervaksad» (1861)
- «Viru lauliku laulud» (1865, 1926, 1946)
- «Eestirahwa Ennemuistsed jutud» (1866) (terviktekst)
- «Lühikene seletus Kalevipoja laulude sisust» (1869)
- «Rahunurme lilled» I 1871, II 1875
- «Lembitu» (1885)
- «Kodutohter» (1879)
- «Teosed» (1953)

### Довідники
- Короткий курс, як берегти здоров'я («Lühhikenne öppetus terwisse hoidmissest») (1854)
- Домашній лікар («Kodutohter») (1879)

### Редактор
- Естонський народний календар («Ma-rahva Kassuline Kalender ehk Tähtraamat») (1844)

## Вшанування пам'яті
У кількох естонських містах названі на честь Фрідріха Кройцвальда вулиці. Також у кількох містах Естонії є пам'ятники письменникові: в Тарту, Раквере, Виру і Таллінні.
У Виру працює будинок-музей Кройцвальда, також там є Вируська гімназія Кройцвальда.
На його честь названо культурний вебсайт Естонського літературного музею «Століття Кройцвальда».